# Christine Jacquet
Pour les articles homonymes, voir Jacquet.
Christine Jacquet, née le 21 avril 1951 à Lyon et morte le 29 juin 1988 à Paris, est une écrivain, cinéaste et journaliste de radio française.

## Biographie
Après des études d’ethnologie, Christine Jacquet rejoint l’Institut des hautes études cinématographiques (IDHEC) en 1972.
Elle se fait connaître en 1981 avec un premier roman, Vingt mille ans après Jissé, suivi en 1985 d’un second, Angle mort.
Elle entame en 1981 une carrière de chroniqueuse radio : revue de presse satirique pour Radio Nova (1981-1983), animation du week end et récits hebdomadaires pour  Radio 7 (1983-1985), récits à partir d'histoires originales pour  Couleur 3 (1988-1987).
Elle collabore régulièrement aux Nuits Magnétiques et à  l'émission Des Papous dans la tête sur France Culture.